# Iurie Petrov
Iurie Petrov (n. 24 iunie 1921 – d. 3 iulie 1990) a fost un specialist moldovean în mecanizarea agriculturii, care a fost ales ca membru titular al Academiei de Științe a Moldovei.
La data de 1 august 1961 a fost ales ca membru corespondent al Academiei de Științe a Moldovei.